# Olpidiaceae
Sous-règne
Division
Sous-division
Classe
Ordre
Famille
Les Olpidiaceae sont une famille de champignons chytrides, considérés comme les seuls représentants connus de la division des Olpidiomycota et du sous-règne des Olpidiomyceta.
Cette famille comprend des espèces holocarpiques dont le thalle produit un unique sporocyste et des zoospores flagellés.
Ce sont des parasites des algues, des champignons, des mousses, des grains de pollen et des tissus végétatifs de plantes.

## Liste des genres
Selon Catalogue of Life (9 novembre 2014) :
- genre Chytridhaema
- genre Cibdelia
- genre Monochytrium
- genre Nucleophaga [3]
- genre Olpidiaster
- genre Olpidium